# Darjeeling
Darjeeling (/dɑːrˈdʒiːlɪŋ/ⓘ nepalí:दार्जीलिंग [darˈd͡ziliŋ], en bengalí: দার্জিলিং [ˈdarˌdʒiliŋ]) es una ciudad en el estado indio de Bengala Occidental. Sede del distrito homónimo, en los montes Shivalik la cadena inferior del Himalaya oriental, a una altitud media de 2134 metros. El nombre de “Darjeeling” es una combinación de las palabras en tibetano Dorje (rayo) y ling (lugar), traducido como “La tierra del rayo”. Durante la administración colonial británica de la India (Raj Británico), el clima templado de Darjeeling impulsó su desarrollo como lugar de vacaciones para que los británicos huyeran del calor de las llanuras durante los veranos.
Darjeeling es internacionalmente famosa por su industria del té y por el Ferrocarril Darjeeling del Himalaya, Patrimonio de la Humanidad de la Unesco. Las plantaciones de té se remontan a mediados del siglo XIX como parte del desarrollo británico de la zona. Los cultivadores de té de la región desarrollaron híbridos especiales de té negro y técnicas de fermentación, con muchas de las mezclas consideradas como las mejores del mundo. El ferrocarril himalayo Darjeeling, que une la ciudad con las llanuras, fue declarado Patrimonio de la Humanidad en 1999 y tiene una de las pocas máquinas de vapor todavía en uso en la India.
Darjeeling tiene varias escuelas públicas de estilo británico que atraen a estudiantes de muchas partes de la India y de países vecinos. La ciudad, junto con la vecina Kalimpong fue un núcleo importante para la demanda en los años 1980 de un estado de Gorkhaland separado, aunque el movimiento separatista se ha reducido poco a poco durante la última década debido a la constitución de un consejo autónomo. Recientemente, la delicada ecología de la ciudad está amenazada por un crecimiento de la demanda de recursos medioambientales derivado del crecimiento turístico y de una mala planificación urbana.

## Historia

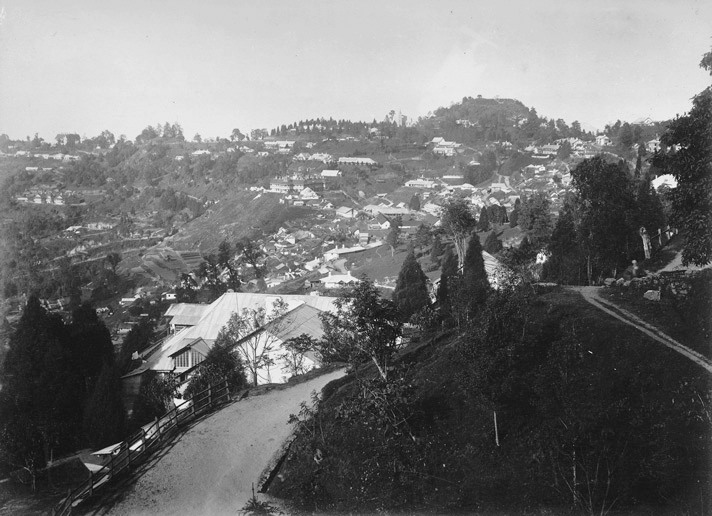
Vista de Darjeeling en 1880

La historia de Darjeeling está entrelazada con la de Nepal, Bután, Sikkim y Bengala. Hasta principios del siglo XIX, el área alrededor de Darjeeling estaba gobernada de forma intermitente por los reinos de Nepal y Sikkim, período en el que se asentaron poblados de las etnias Lepcha y Kirat. Se sabe además que en un momento el reino de Nepal se extendió hasta el río Tista. En 1828, una delegación de la Compañía Británica de las Indias Orientales (CBIO) pasó por Darjeeling y decidió que la región era un lugar adecuado para un sanatorio para soldados británicos. La compañía negoció con el Chögyal de los Sikkim un alquiler de las tierras al oeste del río Mahananda en 1835. Los británicos establecieron plantaciones experimentales de té en Darjeeling en 1841. En 1849 el director de la CBIO Archibald Campbell junto con el explorador y botánico Joseph Dalton Hooker fueron apresados por el Chögyal luego la CBIO envió tropas para liberarlos. Las hostilidades entre la CBIO y las autoridades Sikkim finalizaron en 1850 con la anexión de 1700 km² (640 sq mi) de territorio. En 1864 durante la  Guerra de Duars, se anexaron los pasos fronterizos del monte Kalimpong concluyendo el 11 de noviembre de 1865, con la firma del Tratado de Synchula en el que se cedía a los Ingleses el área este del río Tista. En 1866 se consolida el territorio de Darjeeling cuantificando una superficie de 3200 km² (1234 sq mi).
Al mando del Raj británico la ciudad prosperó, gracias a su clima templado, como punto turístico para ciudadanos ingleses durante el verano. Entre 1835 y 1849 la población se centuplicó, en gran parte debido a los esfuerzos británicos para impulsar el turismo y el comercio en la región. Desde 1840 fue sede de verano (informal) para la Presidencia Bengalí, práctica que fue formalizada luego de 1864.
La primera carretera que unió el pueblo con las planicies se construyó entre 1839 y 1842. En 1848 se asentó allí una base militar británica, y el pueblo se declaró municipio en 1850. El cultivo comercial del té en la región comenzó en 1856, actividad que trajo el asentamiento de productores ingleses. Misioneros escoceses se instalaron en el lugar construyendo escuelas y centros de bienestar para ciudadanos ingleses, obteniendo así la ciudad un cierto renombre en su nivel educativo. La apertura del Ferrocarril Himalayo en 1881 aceleró el desarrollo de la región. En 1899 Darjeeling fue víctima de importantes deslizamientos de lodo, causando severos daños materiales y a la población nativa.

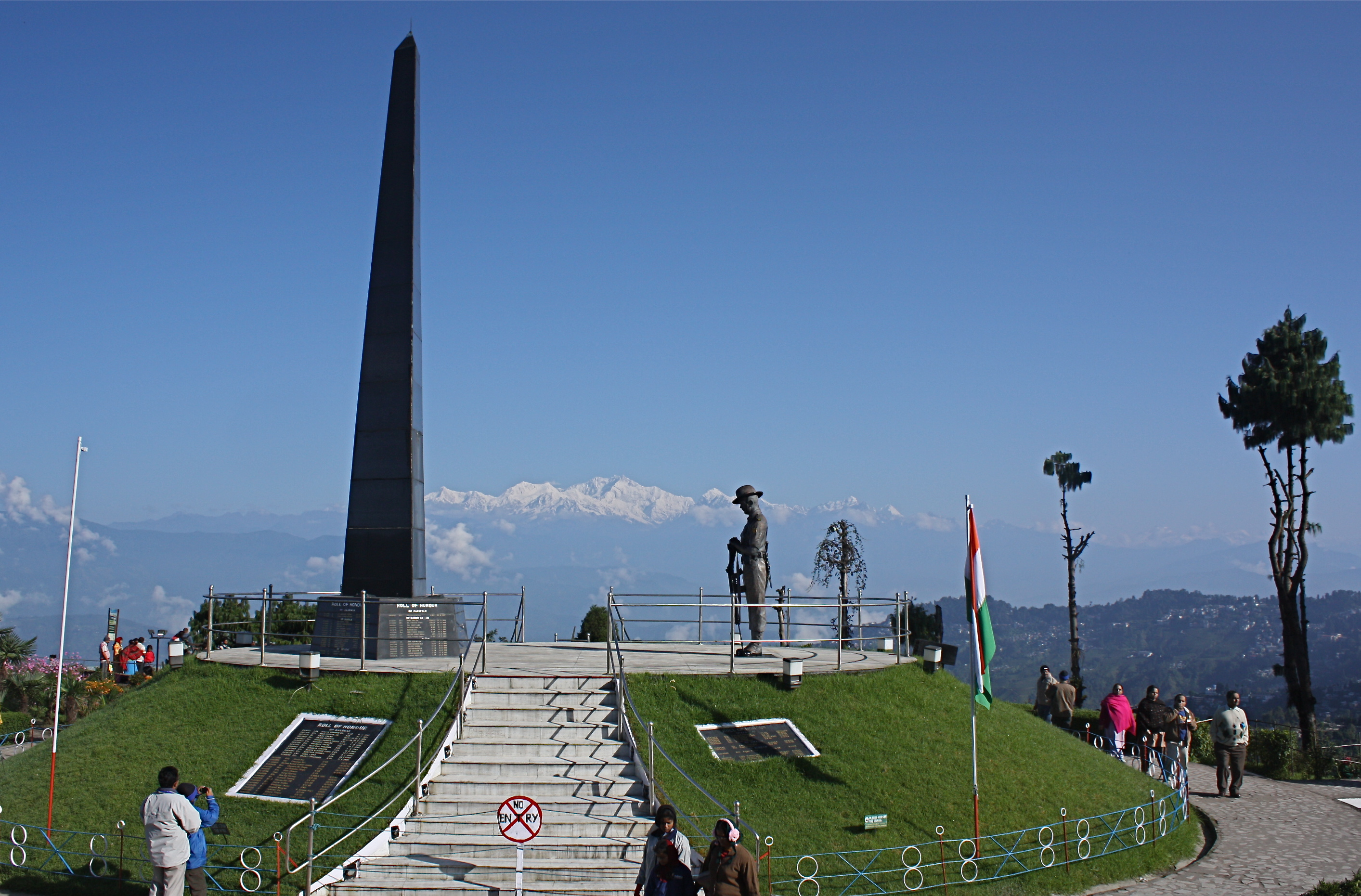
War Memorial en Darjeeling

Bajo el dominio británico, el área de Darjeeling era un “distrito sin reglamento” (esquema de administración aplicable a los distritos del Raj británico menos avanzados). En 1905, la zona pasa a jurisdicción de la división de Rajshahi. Más tarde, en 1919, fue declarada “zona subdesarrollada”.
Durante el Movimiento de Independencia Indio el boicot al monopolio inglés se diseminó por los estados productores de té de Darjeeling. Hubo también un fallido intento de asesinato a Sir John Anderson, el gobernador de Bengal, por parte de movimientos revolucionarios. Subsiguiente los activistas comunistas continuaron incitando el movimiento antibritánico, movilizando a los trabajadores de plantaciones y campesinos.

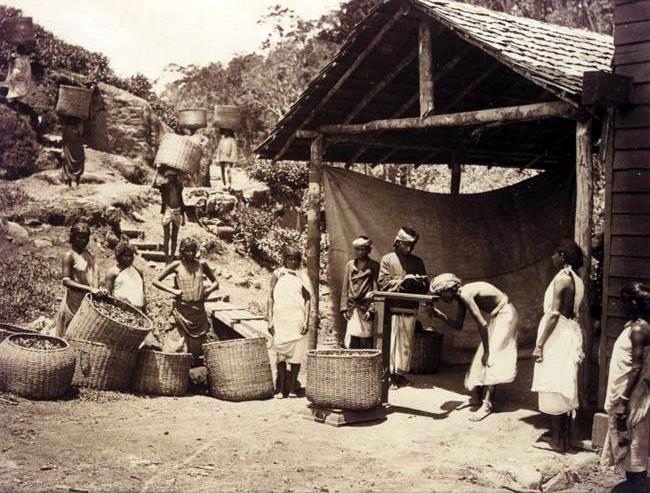
Recogiendo la cosecha de té Darjeeling, circa 1890.

Los problemas socioeconómicos de la región no fueron abordados durante el gobierno británico, los cuales se hicieron notorios en una presentación hecha a la Asamblea Constituyente de India en 1947, que resaltaba los problemas de independencia regional y su nacionalidad nepalí en Darjeeling y sus adyacencias. Tras la independencia de India en 1947, Darjeeling se unió con el estado de Bengala Occidental. El distrito individual de Darjeeling se estableció formado por las ciudades de Darjeeling, Kurseong, Kalimpong y algunas partes de la región de Terai. Mientras que en la zona montañosa se incrementó la población de origen nepalí, asentada durante el gobierno británico, la llanura albergó a una gran población de refugiados bengalíes de la Partición de la India. La respuesta tibia y no receptiva del gobierno de Bengala Occidental para los reclamos de la mayoría étnica nepalí incrementó sus demandas desde 1950 hasta 1960 para la autonomía de Darjeeling y la adopción del idioma nepalí; el gobierno del estado se adhirió a sus demandas en 1961.
La creación de un nuevo estado Sikkim en 1975, junto con la negativa del gobierno indio a reconocer el idioma nepalí como un idioma oficial en la Constitución de la India reavivó las tensiones por el estado Gurka Gorkhaland, con violentas protestas entre 1986 y 1988. Los disturbios cesaron luego del acuerdo entre Frente nacional de liberación Gurka (GNLF), concluyendo en el establecimiento del Consejo Gurka de la montaña de Darjeeling que recibió autonomía para gobernar ese distrito.
Aunque Darjeeling es hoy pacífica, la causa separatista continúa, alimentada, en parte, escaso desarrollo económico de la región, incluso luego de la creación del Consejo Gurka. Nuevas protestas emergieron entre el 2008 y 2009, pero tanto el gobierno de unidad cómo el gobierno estatal rechazaron el proyecto separatista presentado por el partido Gorkha Janmukti Morcha.

## Geografía

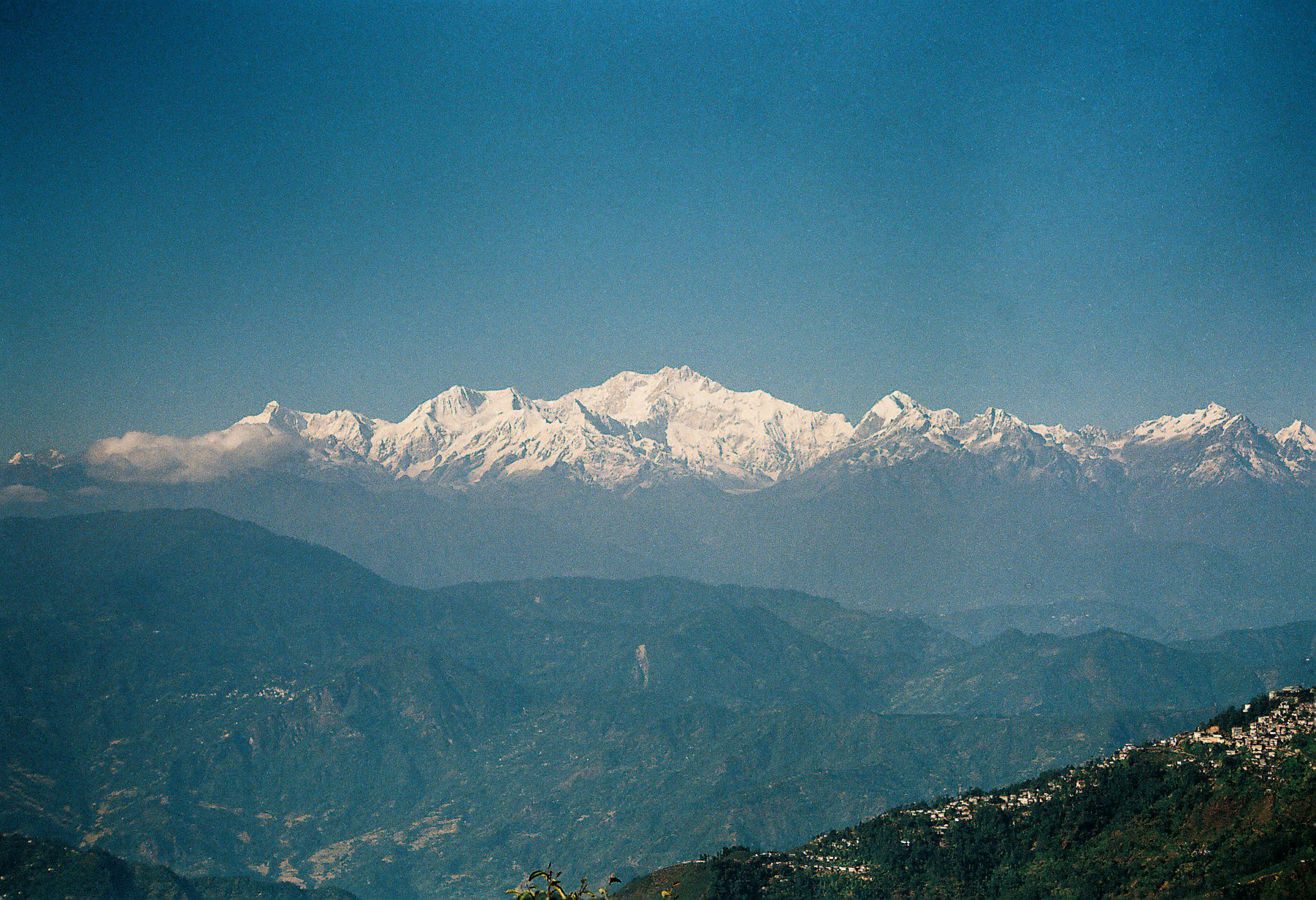
Vista panorámica del pico de Kanchengjunga según lo más visto de Darjeeling

Darjeeling es la ciudad principal de la subdivisión de Sadar y también la sede del distrito. Está situado en una elevación de 2.000 metros de altitud (6.700 pies), en la región de la colina de Darjeeling Himalayan en la gama de Darjeeling-Jalapahar que se origina en el sur de Ghum. La gama es en forma de Y con la base descansando en Katapahar y Jalapahar y dos brazos divergiendo al norte de la colina del Observatorio. El brazo del noreste se sumerge repentinamente y termina en el esputo de Lebong, mientras que el brazo del noroeste pasa a través de North Point y termina en el valle cerca de Tukver Tea del Norte. Las colinas están enclavadas en los picos más altos y las torres cubiertas de nieve Himalayan torre sobre la ciudad en la distancia. El pico Kanchenjunga, el tercer pico más alto del mundo, 8,598 m (28,209 pies) de altura, es la montaña más prominente visible. En días despejados de nubes, se puede ver el Monte Everest de Nepal, de 8.850 m de altura.
Las colinas de Darjeeling son parte del Himalaya Menor. El suelo se compone principalmente de formaciones de arenisca y conglomerados, que son los detritos solidificados y levantados de la gran extensión del Himalaya. Sin embargo, el suelo suele estar mal consolidado (los sedimentos permeables de la región no retienen agua entre las lluvias) y no se considera adecuado para la agricultura. El área tiene pendientes empinadas y tierra suelta, lo que lleva a deslizamientos de tierra frecuentes durante los monzones. De acuerdo con la Oficina de Normas de la India, la ciudad cae bajo la zona sísmica IV (en una escala de I a V, en orden de creciente propensión a los terremotos) cerca del borde convergente de las placas tectónicas india y eurasiática y está sujeta a Frecuentes terremotos.

### Clima

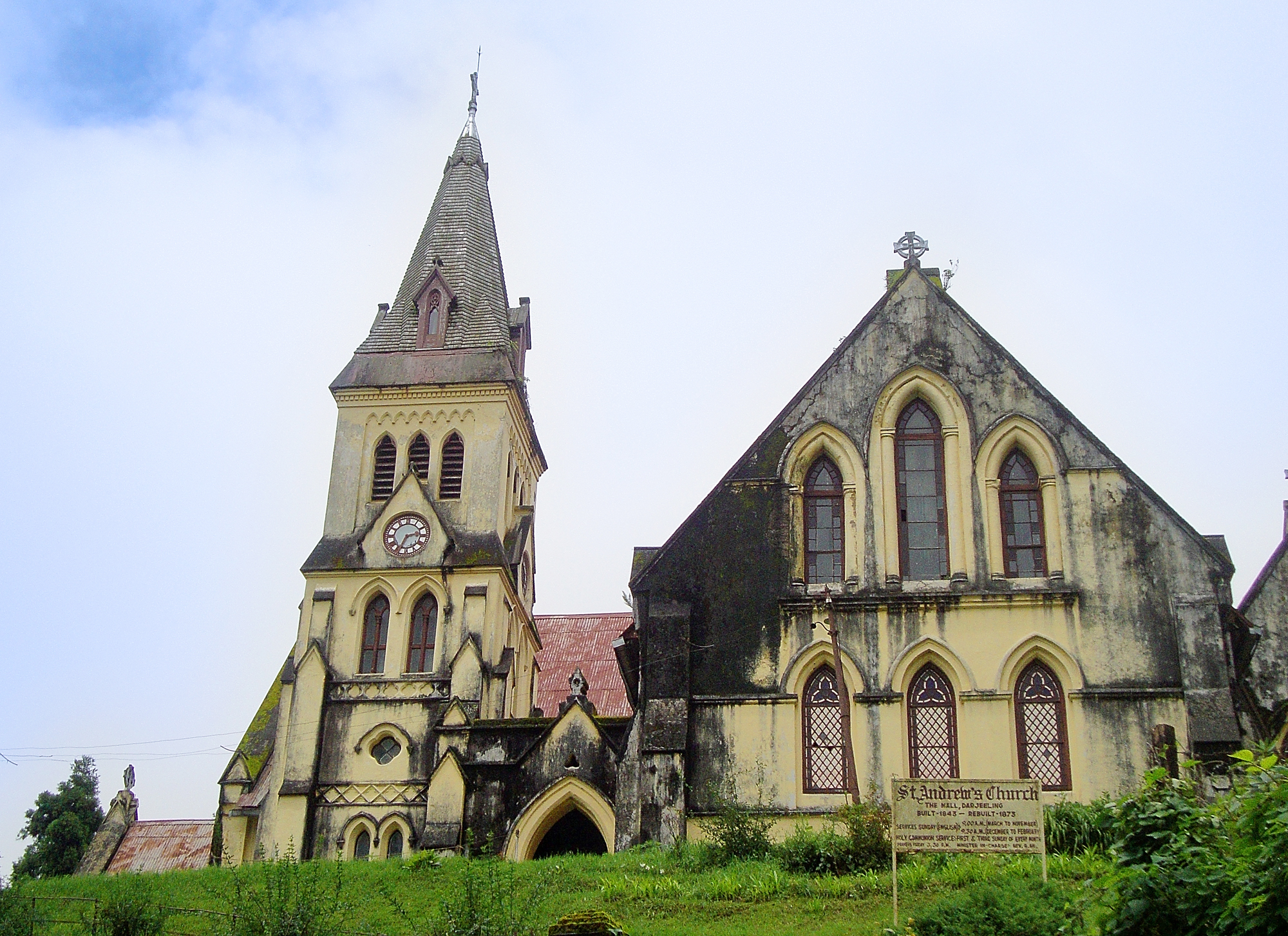
St. Andrew's Church, Darjeeling. Built- 1843, Rebuilt- 1873

Darjeeling tiene un clima subtropical oceánica (según la clasificación climática de Köppen Cwb) con los veranos húmedos causados por las lluvias monzónicas. La temperatura máxima media anual es de 14.9 °C (58.8 °F), mientras que la temperatura media mínima es 8.9 °C (48.0 °F), con temperaturas medias mensuales que van de 6 a 18 °C (43 a 64 °F). La temperatura más baja registrada fue de -5 °C (23 °F) el 11 de febrero de 1905. La precipitación media anual es de 309,2 cm (121,7 pulgadas), con un promedio de 126 días de lluvia en un año. La mayor precipitación ocurre en julio. La lluvia pesada y concentrada que se experimenta en la región, agravada por la deforestación y la planificación al azar, a menudo causa devastadores deslizamientos de tierra, lo que lleva a la pérdida de vidas y bienes. Aunque no es muy común, pero la ciudad recibe nieve al menos una vez durante dos meses de invierno de diciembre y enero.
| Parámetros climáticos promedio de Darjeeling (1901–2000) | Parámetros climáticos promedio de Darjeeling (1901–2000) | Parámetros climáticos promedio de Darjeeling (1901–2000) | Parámetros climáticos promedio de Darjeeling (1901–2000) | Parámetros climáticos promedio de Darjeeling (1901–2000) | Parámetros climáticos promedio de Darjeeling (1901–2000) | Parámetros climáticos promedio de Darjeeling (1901–2000) | Parámetros climáticos promedio de Darjeeling (1901–2000) | Parámetros climáticos promedio de Darjeeling (1901–2000) | Parámetros climáticos promedio de Darjeeling (1901–2000) | Parámetros climáticos promedio de Darjeeling (1901–2000) | Parámetros climáticos promedio de Darjeeling (1901–2000) | Parámetros climáticos promedio de Darjeeling (1901–2000) | Parámetros climáticos promedio de Darjeeling (1901–2000) |
| Mes                                                      | Ene.                                                     | Feb.                                                     | Mar.                                                     | Abr.                                                     | May.                                                     | Jun.                                                     | Jul.                                                     | Ago.                                                     | Sep.                                                     | Oct.                                                     | Nov.                                                     | Dic.                                                     | Anual                                                    |
| -------------------------------------------------------- | -------------------------------------------------------- | -------------------------------------------------------- | -------------------------------------------------------- | -------------------------------------------------------- | -------------------------------------------------------- | -------------------------------------------------------- | -------------------------------------------------------- | -------------------------------------------------------- | -------------------------------------------------------- | -------------------------------------------------------- | -------------------------------------------------------- | -------------------------------------------------------- | -------------------------------------------------------- |
| Temp. máx. media (°C)                                    | 9.4                                                      | 10.4                                                     | 14.4                                                     | 17.4                                                     | 18.5                                                     | 19.3                                                     | 19.4                                                     | 19.6                                                     | 19.2                                                     | 18.0                                                     | 14.7                                                     | 11.5                                                     | 16.0                                                     |
| Temp. media (°C)                                         | 6.6                                                      | 8.1                                                      | 11.7                                                     | 14.7                                                     | 16.1                                                     | 17.3                                                     | 17.8                                                     | 17.8                                                     | 17.5                                                     | 15.3                                                     | 11.5                                                     | 8.4                                                      | 13.6                                                     |
| Temp. mín. media (°C)                                    | 1.8                                                      | 2.9                                                      | 6.3                                                      | 9.4                                                      | 11.5                                                     | 13.6                                                     | 14.3                                                     | 14.2                                                     | 13.3                                                     | 10.3                                                     | 6.3                                                      | 3.3                                                      | 8.9                                                      |
| Lluvias (mm)                                             | 19.7                                                     | 24.1                                                     | 47.7                                                     | 115.8                                                    | 197.2                                                    | 570                                                      | 781.7                                                    | 635.3                                                    | 437.3                                                    | 122.5                                                    | 23.5                                                     | 7                                                        | 2981.8                                                   |
| Fuente: Indian Meteorological Department.                |                                                          |                                                          |                                                          |                                                          |                                                          |                                                          |                                                          |                                                          |                                                          |                                                          |                                                          |                                                          |                                                          |

## Demografía
| Gráfica de evolución de Darjeeling entre 1881 y 2011 |
|                                                      |

De acuerdo al censo 2001, el conglomerado urbano de Darjeeling (incluyendo los Jardines del Té de Pattabong) con una superficie de 12,77 km² (4.93 sq mi) posee una población de 109 163, el área municipal tiene una población de 107 530. Además el municipio tiene una población adicional diurna promedio de 20 500 a 30 000 personas, mayormente turistas y visitantes. La zona urbana alberga el 31% de su población en asentamientos informales. La densidad poblacional del distrito es de 10,173 habitantes por km² y 8548 habitantes por km² en el área urbana. La distribución por sexos es de 1,017 mujeres por cada 1,000 hombres, que es mayor que el promedio nacional de 9.93 mujeres cada 1000 hombres. Las religiones más practicadas son hinduismo, budismo y cristianismo, en ese orden. La comunidad étnica más grande es de gurkas de origen nepalí, luego, dentro de las comunidades étnicas nativas se encuentran: limbu, rai, tamangs, lepcha, gurung, bhutias, sherpas y newars. Otras etnias que habitan Darjeeling son: bengalíes, anglo-indios, chinos, bihari y tibetanos. Las lenguas más usadas son: nepalí, bengalí e inglés.
Darjeeling ha experimentado un drástico incremento en su población, cuya tasa de crecimiento promedio fue de 47% entre 1991 y 2001. 
La ciudad colonial había sido diseñada para una población de sólo 10 000 personas, por lo que este crecimiento ha acarreado grandes problemas ambientales y de infraestructura. Los bosques protegidos y otras riquezas ambientales han sido severamente perjudicadas por el crecimiento demográfico, la deforestación a los pies del valle ha sido tan grave que afectó negativamente los índices de turismo, además de favorecer la ocurrencia de deslizamientos de lodo.

## Parques y jardines
- Parque zoológico himalayo Padmaja Naidu